# مائورو فورمیکا
مائورو فورمیکا (انگلیسی: Mauro Formica؛ زادهٔ ۴ آوریل ۱۹۸۸) بازیکن فوتبال اهل آرژانتین است. از باشگاه‌هایی که در آن بازی کرده‌است می‌توان به بلکبرن راورز و پالرمو اشاره کرد. وی همچنین در تیم ملی فوتبال آرژانتین بازی کرده است.